# Ilíberis
Ilíberis, Iliberri, Elíberis  ou, inicialmente, Ilturir, foi uma cidade ou núcleo populacional de origem ibérica que teve o seu apogeu na época romana e desapareceu antes da criação do Alandalus. A sua localização exata é objeto de debate entre duas hipóteses: Granada ou Medina Elvira, situada cerca de 10 km a sudeste daquela cidade.

## História
Existem dados documentais e arqueológicos sobre a cidade desde o século VII a.C. até à Alta Idade Média.

### O ópido ibérico
Entre os séculos V e IV a.C., verifica-se o apogeu da cultura dos Iberos, com uma clara prosperidade nas zonas do que é atualmente a Alta Andaluzia, que dá origem à consolidação de núcleos urbanos importantes. Nesta época, há duas cidades no vale do Genil que disputam o controlo da parte alta da veiga: Ilurco, situada no Cerro dos Infantes (no município de Pinos Puente), que já existia na Pré-história, e Iliberri, cuja fundação mais provável pode datar-se na primeira metade do século VII a.C., segundo as escavações mais recentes.
Na sua origem, Iliberri organizou-se como um ópido (em latim: oppidum) que deve ter ocupado cerca de seis hectares,[a] situado no cimo duma colina, na margem direita do rio Darro, onde atualmente se encontra o bairro do Albaicín, com o centro entre o miradouro de San Nicolás e a praça de San Miguel Bajo. O seu nome era Ilturir e era rodeada de uma muralha que foi ampliado no século VI a.C., em consequência do crescimento urbano. Os trechos escavados da muralha permitem assinalar dimensões entre 3 e 7,5 metros de espessura e cerca de 4 m de altura. Conhece-se também a localização da sua necrópole, situada extramuros junto ao rio. No século IV ou III a.C., antes da chegada dos Romanos, a cidade muda de nome para Iliberri e passa a fazer parte da área controlada pelos Bastetanos e, numa perspetiva mais económica do que militar, pelos Cartagineses.

### Município Florentino Iliberitano
No século III a.C., em consequência da Primeira Guerra Púnica, Amílcar Barca e o seu filho Asdrúbal passam a controlar militarmente todo o vale do Guadalquivir a partir de 237 a.C., que incluiu Ilíberis. No entanto, a derrota definitiva de Cartago na Segunda Guerra Púnica abriu as portas da cidade aos Romanos. Alguns autores indicam, baseando-se em Tito Lívio, que as tropas de Lúcio Emílio Paulo foram derrotadas em Ilurco cerca do ano 190 a.C., antes de Tibério Graco conquistar toda a região em 180 a.C. Contudo, outros autores consideram que a submissão do ópido se deu bastante antes, em 197 a.C. ou 206 a.C.. Em todo o caso, tem-se assinalado que a posição de Ilíberis em relação a Roma não deve ter sido muito hostil, já que se conhecem cunhagens de moeda dentro do sistema uncial romano na primeira metade do século II a.C.
Integrada na Hispânia Ulterior, Ilíberis obteve de Júlio César o título de município, com o nome de Município Florentino Iliberitano (em latim: Municipium Florentinum Iliberitanum), o que levou a que as fontes romanas dos séculos seguintes citem a cidade quase sempre com o nome de Florência (em latim: Florentia). Mais tarde seria integrada na Bética e finalmente, no século I d.C., passou a fazer parte do Convento Astigitano. Sabe-se ainda que a cidade deu a Roma três senadores e um cônsul e que em 304 foi celebrado em Ilíberis um concílio cristão. Para alguns autores, tratou-se duma cidade com grande relevância, a qual está patente nos achados arqueológicos fragmentados (capitéis, esculturas e outras peças) datados de diversas épocas.
Mas ao passo que para a época ibérica existem muitos dados arqueológicos que situam a cidade num local concreto, para a época romana, e apesar da importância que parece ter tido e o seu carácter de de município, apenas existem registos que permitem sequenciar a passagem do ópido ibérico à cidade muçulmana. À parte da relação epigráfica de ilustres e das referências ao concílio do ano 304, não se dispõe de mais informações sobre a cidade entre o início e a queda do Império Romano.

### Época romana tardia e visigótica

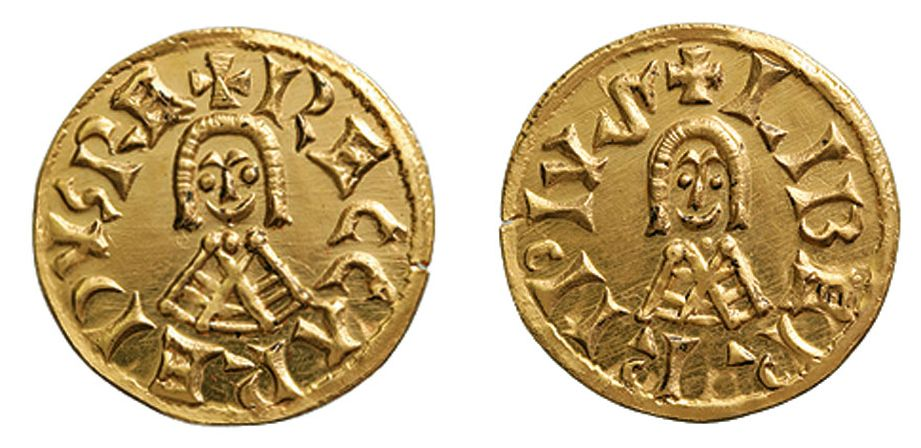
Tremisse de Ilíberis. Reinado de Recaredo I

A informação disponível sobre este período é ainda mais escassa. Sabe-se que Ilíberis teve casa da moeda, pois houve cunhagem de moeda em tempos visigóticos, desde o reinado de Recaredo I até ao de Vitiza, ou seja, entre os séculos VI e VIII. Também se sabe que mantinha uma estrutura eclesiástica, pois enviava representantes aos concílios, como o de Toledo de 693. A arqueologia não revelou material importante da época romana tardia ou visigótica, o que pode significar que a cidade perdeu população e entrou em decadência, até que ficou completamente despovoada. Tal hipótese é coerente com o facto de que quando os Árabes chegaram, a cidade situada na colina do Albaicín carecia de relevância, a ponto dos invasores terem preferido instalar-se em Medina Elvira.
No entanto, alguns autores sustentam que a cidade nunca chegou a despovoar-se, embora reconheçam que perdeu muita população no século VIII, existindo portanto continuidade entre Ilíberis e a Granada muçulmana. Esta teoria é apoiada principalmente por um calendário cordovês conhecido como "Calendário de Recemundo", datado de 961, que faz referência a uma celebração na "civitate Granata".

## Localização da cidade romana
Nas palavras do professor Roldán Hervás:
| “ | A história da cidade romana de Iliberri e, em consequência, o conhecimento dos seus restos arqueológicos, está ligada à velha e grande polémica entre os que identificam Iliberri com Granada e os que situam a cidade romana perto de Atarfe, junto à Serra Elvira, nome sem discussão diretamente herdeiro do de Iliberri, que substitui, desde a época tardia romana, em tempos vigóticos e durante o domínio muçulmano, com variantes: Eliberi, Eliberri, Elibirri, Ilibira, Elvira. | ” |

Desde muito cedo, desenvolveu-se uma corrente de pensamento científico que relaciona o ópido ibérico conhecido com a cidade romana, inicialmente com uma forte carga ideológica, cuja finalidade era mostrar uma continuidade na cidade entre o catolicismo romano-visigótico e a reconquista por Castela.
Em 1540, encontraram-se no Albaicín os primeiros vestígios romanos, que se repetiram com alguma frequência ao longo do século XVII. Em 1754, Juan de Flores, racionero (um título ligado às mais altas autoridades eclesiásticas) da catedral, fez grandes descobertas, que incluíram placas com inscrições referentes ao Concílio de Ilíberis (ou de Elvira; início do século IV), outras peças romanas e restos de grandes edifícios que foram atribuídos ao fórum da cidade. Tudo se revelou ser uma montagem fraudulenta e, em 1774, Flores e os seus colaboradores foram julgados e condenados a vários anos de prisão. A sentença ordenou, além disso, que o local  dos supostos achados fosse terraplanado. Apesar da fraude, durante dois séculos perdurou a ideia que teria existido um fórum romano no Albaicín, o que é registado por autores do século XIX como Fernando Molina González ou do século XX como Fernando Molina González, Margarita Orfila, Manuel Sotomayor e outros. No entanto, escavações recentes realizadas nos lugares indicados não revelaram qualquer vestígio do fórum e em vez disso revelaram que o lugar não foi ocupado antes do século XVII.
Tal não obsta que no Albaicín não se tenham escavado restos claramente romanos, em alguns casos de grande relevância arquitetónica, como é o caso do  Callejón de Los Negros, que estava fora do perímetro original do ópido ibérico. Foram também escavadas necrópoles, embora de tamanho reduzido, e um número apreciável de villae. Mas apesar de tudo isso demonstrar uma presença romana inquestionável, «há uma dissociação clara entre os dados históricos que temos sobre Ilíberis e os iliberitanos [...] e os seus restos arqueológicos». A importância da cidade que foi berço de senadores e cônsules e albegou um concílio não corresponde aos dados recolhidos pelas escavações. Isso levou alguns autores a sugerir que Ilíberri-Florentia-Ilíberis tenha sido, basicamente, uma cidade ibérica que, talvez devido à sua submissão a Roma mediante um acordo pacífico, esta respeitou na generalidade a sua estrutura de ópido.
A controvérsia continua em aberto, mantendo-se em aberto todas as hipóteses de trabalho.